# 炎の少女チャーリー
『炎の少女チャーリー』（ほのおのしょうじょチャーリー、Firestarter）は1984年のアメリカ合衆国のホラー映画。スティーブン・キングの小説『ファイアスターター』を映画化した作品である。主演はドリュー・バリモア。全米第1位初登場の大ヒットとなった。

## 概要
1980年のキングの原作出版と前後して、映画化権は1000万ドルでエジプト人プロデューサーが買い取った。しかし、この企画は実現せず、映画化権はディノ・デ・ラウレンティスとユニバーサル映画に移り、監督は当初ジョン・カーペンターが予定され、脚本はビル・フィリップスが担当したが、脚本が原作から大きく異なるものとなり、特撮の費用も多額となったため棚上げとなり、そののちカーペンターとフィリップスは、同じくキング原作の『クリスティーン』を製作する事となる。脚本はスタンリー・マンに移り、ストーリーも原作に近く、特撮費用も削られたため、監督はマーク・L・レスター、主演は当時8歳のドリュー・バリモアが決定し、ようやく製作が開始された。撮影は、ノース・カロライナ州ウィルミントン郊外で67日かけて行われた。
日本では1984年夏公開となり、当初、邦題は原題通り『ファイアスターター』が予定されたが、同時期に『ストリート・オブ・ファイヤー』が公開されたため、混同を避けるため『炎の少女チャーリー』の邦題となった。

## ストーリー
アンディとヴィッキーは大学在学中に新薬の被験のアルバイトに参加して知り合った。その新薬により、アンディとヴィッキーの二人は超能力（テレパシー）を発現させた。彼ら以外の殆どの被験者は死亡した。
アンディとヴィッキーは結婚し、チャーリーが産まれた。2人は娘も超能力を持って産まれたことを知ると、それを秘密にしておこうとした。
チャーリーが9歳になった年のある日。アンディが仕事から帰ってくると、妻のヴィッキーが殺されていた。一家は既に新薬実験を行った政府の秘密機関「店（ザ・ショップ）」に監視されていたのだ。「店」はチャーリーのパイロキネシスの能力を分析し、兵器に応用しようとしているのだった。アンディは、「店」のエージェントの手からチャーリーを救い出し、逃亡が始まった。

### 原作小説との違い
- 原作小説ではジョン・レインバードはチェロキー族ということになっている。
- チャーリーが自分のパイロキネシス能力を無闇に使用しないよう、アンディとヴィッキーはトイレットトレーニング同様の方法で自制できるよう躾をほどこしていたが、映画版ではその事には言及されていない。
- チャーリーが最後にマスコミに訴えようと訪問するのが、原作では当時サブカルチャー評論誌であった「ローリング・ストーン」誌だが、映画では安易にも[3]「ニューヨーク・タイムズ」紙になっている。

## キャスト
| 役名                     | 俳優                   | 日本語吹替 |
| ------------------------ | ---------------------- | ---------- |
| チャーリー・マクギー     | ドリュー・バリモア     | 渕崎ゆり子 |
| アンディ・マクギー       | デヴィッド・キース     | 安原義人   |
| ヴィッキー・マクギー     | ヘザー・ロックリア     |            |
| ジョン・レインバード     | ジョージ・C・スコット  | 加藤正之   |
| ホリスター               | マーティン・シーン     | 秋元羊介   |
| ジョセフ・ウォンレス博士 | フレディ・ジョーンズ   | 辻村真人   |
| ハーマン・ピンチョット   | モーゼス・ガン         |            |
| アーブ・マンダーズ       | アート・カーニー       | 宮川洋一   |
| ノーマ・マンダーズ       | ルイーズ・フレッチャー | 佳川紘子   |
| タクシー運転手           | アントニオ・ファーガス |            |

- 日本語吹替 - 初放送1988年9月27日（火）TBS 『ザ・ロードショー』BD・DVD収録

## スタッフ
- 原作：スティーブン・キング
- 監督：マーク・L・レスター
- 製作総指揮：ディノ・デ・ラウレンティス
- 製作：フランク・キャプラJr.
- 音楽：タンジェリン・ドリーム
- 脚本：スタンリー・マン
- 撮影：ジュゼッペ・ルッツォリーニ
- スタント・コーディネーター：グレン・ランドール
- SFX：マイク・ウッド、ジェフ・ジャーヴィス
- 編集：デビッド・ローリンズ、ロナルド・サンダース